# Maximiliaen Pauwels

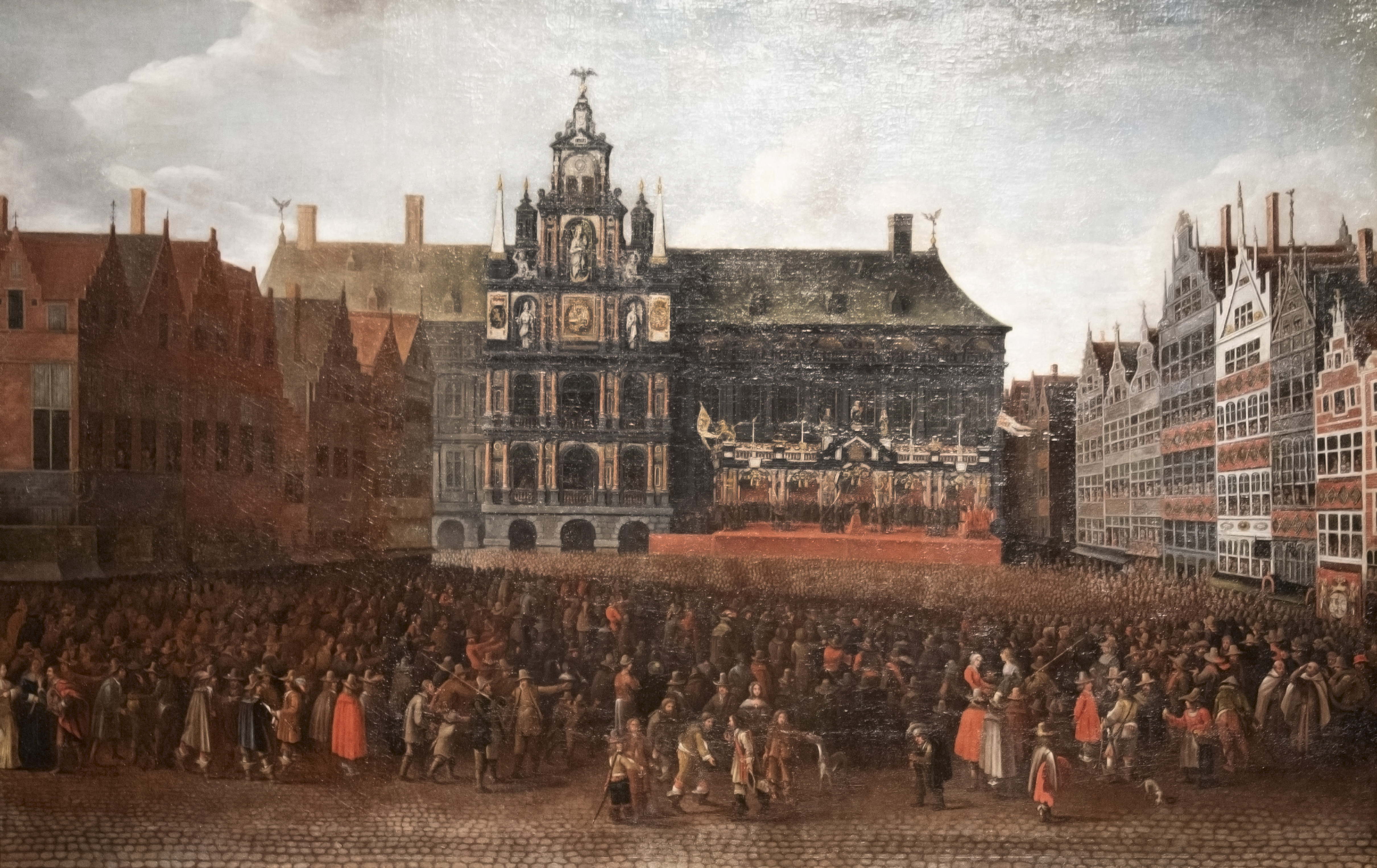
De afkondiging van de Vrede van Münster op de Grote Markt in Antwerpen (1649) in het KMSKA

Maximiliaen Pauwels (Antwerpen, 1615 - aldaar, 1661) was een Vlaamse barokschilder. Over zijn leven is weinig bekend.
Maximiliaen Pauwels was als kunstschilder werkzaam in Antwerpen en schilderde voornamelijk historietaferelen. Rond 1646 huwde hij met Annemarie le Rousseau, met wie hij zes kinderen had. Hij huwde, na het overlijden van zijn eerste vrouw in 1654 met Elisabeth van Loon op 20 oktober 1661. Met haar had hij een zoon Martin die veertien dagen na hun huwelijk werd geboren.

## Het schilderij van de Grote Markt
Pauwels schildert in 1649 een realistisch portret van de Grote Markt van Antwerpen in dat jaar en de afkondiging van de Vrede van Münster. Het is zo accuraat dat men voor restauratie van de gildehuizen nog steeds teruggrijpt naar dit werk. Het is pas na onderzoek voorafgaand aan de tentoonstelling van dit doek in het Victoria & Albert Museum in Londen in 2009 dat men het werk toewijst aan Pauwels.